# Cratere Fridman
Fridman, o anche Friedmann è un grande cratere lunare di 101,45 km situato nella parte sud-orientale della faccia nascosta della Luna, a sud del grande cratere Hertzsprung e confinante con l'orlo nordorientale del cratere Ioffe.
Il cratere si trova nella parte meridionale dei piroclasti che circondano Hertzsprung, e nella parte a ovest-nordovest degli abbondanti piroclasti che circondano il fondale del Mare Orientale. Il bordo esterno del cratere è pesantemente danneggiato, con numerosissimi crateri più piccoli che l'hanno eroso. Una porzione relativamente intatta è quella sul lato sudorientale.
Il fondale sudovest è parzialmente ricoperto dai bastioni esterni del cratere Ioffe. La parte settentrionale invece è punteggiata da piccoli crateri, così come quella sudorientale. Questo cratere è chiamato anche "Friedmann" da alcune fonti.
Il cratere è dedicato al cosmologo e matematico russo Aleksandr Aleksandrovič Fridman.

## Crateri correlati
Alcuni crateri minori situati in prossimità di Fridman (Friedmann) sono convenzionalmente identificati, sulle mappe lunari, attraverso una lettera associata al nome.
| Fridman | Coordinate             | Diametro (in km) |
| ------- | ---------------------- | ---------------- |
| C       | 10°36′36″S 124°55′48″W | 37,67            |